# 梶三和子
梶 三和子（かじ みわこ、1948年12月1日 - ）は、日本の女優。
東京都渋谷区出身。東京都立田園調布高等学校を経て、舞台芸術学院卒業。現代制作舎、ブルーベアハウスに所属していた。

## 出演作品

### テレビドラマ
- ポーラテレビ小説（TBS） 
  - 「花もめん」（1970年） - 村林ゆき
  - 「出雲の阿国」（1973年）
- 夏の嵐（1971年、TBS）
- 半七捕物帳 第15話（1971年、NET）
- 天下御免（1971年、NHK）
- 一心太助 第6話「白魚献上」（1971年11月7日） - お由
- 帰ってきたウルトラマン 第39話「冬の怪奇シリーズ 20世紀の雪男」（1972年、TBS / 円谷プロ） - 片岡洋子
- 荒野の素浪人 第1シリーズ 第7話「爆破 隠し金輸送」（1972年2月15日） - 美代
- 世なおし奉行 第3話「狼どもの夜」（1972年4月20日、NET） - おりょう
- 東芝日曜劇場 （TBS）
  - 第827回「秋の日の恋」（1972年10月15日）
  - 第1177回「旅情」（1979年7月1日）
  - 第1739回「見張られてる女」（1990年6月10日）
- 地獄の辰捕物控 第3話「刺青者は闇に消えた」（1972年10月19日、NET）
- 銀河テレビ小説 / それでも私は行く（1972年、NHK）
- 銭形平次（CX / 東映）
  - 第341話「男だけの詩」（1972年） - お崎
  - 第410話「夢が殺した」（1972年） - おきさ
  - 第517話「江戸に降る雨なみだ恋」（1976年） - お吟
  - 第647話「恩返しのかんざし」（1978年） - お好
  - 第824話「古井戸の黄金」（1982年） - お民
- 遠山の金さん捕物帳（NET）
  - 第64話「身代りになった女」（1971年） - お静
  - 第126話「身を投げ出して来た女」（1972年） - おみよ
- 赤ひげ 第36話「朝露に消ゆ」（1973年、NHK）
- しろばんば（1973年、NHK）
- 剣客商売（1973年、CX） - おはる
- 必殺シリーズ（ABC / 松竹）
  - 助け人走る 第1話「女郎大脱走」（1973年） - きよ
  - 新・必殺仕事人 （ABC）
    - 第17話「主水心中にせんりつする」（1981年9月11日） - 綾野
    - 第45話「主水心配する」（1982年4月16日） - お縫
- ぶらり信兵衛 道場破り（CX）
  - 第4話「かあちゃん頑張れ」（1973年10月25日） - おさん
  - 第17話「やきいもや」（1974年1月31日） - おしず
- 大久保彦左衛門 第4話（1973年、KTV）
- 少年ドラマシリーズ「しろばんば」（1973年、NHK）
- 非情のライセンス 第1シリーズ 第46話「兇悪のヘッドライト」（1974年、NET / 東映） - 江沢洋子
- 花はあしたに（1974年、NTV）
- 愛ぬすびと（1974年、THK）
- 西陣の女（1975年、CX）
- 影同心II 第10話「尼寺（秘）女郎花」（1975年、MBS / 東映） - おしん
- 桃太郎侍（NTV）
  - 第4話「甘くて苦い恋弁当」（1976年） - お幸
  - 第26話「泥沼に咲いた紅い花」（1977年） - 玉緒
- 伝七捕物帳
  - 日本テレビ版 第114話「鳩笛恨み唄」（1976年、NTV） - お雪
  - テレビ朝日版 第8話「はぐれ者」（1979年、ANB）
- 遠山の金さん 第1シリーズ 第60話「裏切りを覗いた女」（1976年11月25日、NET）-おえい
- いろはの"い" 第33話「記者無情」（1977年、NTV / 東宝） - 花田ナツコ
- 太陽にほえろ!（東宝 / NTV）
  - 第249話「嘘」（1977年） - 中岡玲子
  - 第372話「最後の審判」（1979年） - 吉岡紀子
- 達磨大助事件帳 第9話「夜明けの父娘」（1977年、ANB / 前進座 / 国際放映） - おきく
- 土曜ワイド劇場 / 死の大滑降（1978年3月4日、ANB）
- 新五捕物帳 第48話「七日目の自訴」（1978年、NTV） - お雪
- 悪女について（1978年、ANB）
- 七人の刑事 第3シーズン 第24話「サタデーナイトフィーバー」（1978年、TBS）
- 吉宗評判記 暴れん坊将軍 （ANB / 東映）
  - 第24話「七里飛脚は鬼より恐い」（1978年7月1日） - お紋
  - 第124話「溺れて手柄をたてた奴」（1980年） - 久美
- なさけ坂旅館（1980年、ABC） - 金魚（芸者）
- 木曜ゴールデンドラマ「華岡青洲の妻」（1980年10月16日、YTV）
- ザ・ハングマン 第30話「エンゼルキッスは豚の味」（1981年、ABC / 松竹） - 小杉君江
- なかよしケンちゃん（1981年7月16日、TBS）「仲間になった車いすの少女」 - ひとみの母
- 同心暁蘭之介 第3話「再会」（1981年10月22日、CX）
- 特捜最前線 第284話「恐喝!」（1982年、ANB） - 結城夫人
- 火曜サスペンス劇場（NTV）
  - 女子高校生への鎮魂曲（レクイエム）（1983年3月22日）
  - 情事の報酬（1984年5月1日）
- オサラバ坂に陽が昇る（1983年、TBS）
- 事件記者チャボ! 第23話「チャボの長～い長～い一日!」（1984年、NTV / ユニオン映画） - 北中学校の国語教諭
- 家族ゲームII（1984年、TBS） - 殿村和人の担任教師
- 暴れ九庵 第12話「ひたむきに愛」（1984年、KTV / 東宝） - おさよ
- 一家だんらん物語（1986年、TBS）
- 3年B組金八先生シリーズ（TBS）
  - 第3シリーズ 第8話「三年二学期・期末テスト」（1988年11月28日）
  - 第4シリーズ 第7話「正常と異常の間」（1995年11月23日） - 樫木祥子 役
- 本当にあった怖い話 第8回「6列5番目のたたり」（1992年6月22日、ANB）
- 半七捕物帳 第9話「恋しぐれ鎌倉河岸」（1992年、NTV）
- さすらい刑事旅情編V 第12話「覗かれた剣道着の女・湯煙り会津若松」（1993年、ANB）
- 失楽園（1997年、YTV）
- 水戸黄門 第26部 第4話「芝居で結んだ親子の絆 -三次-」（1998年3月2日、TBS / C.A.L） - おみね
- 大岡越前 第15部 第21話「疑惑の恩人」（1999年2月8日、TBS / C.A.L） - おうめ
- 奇跡の生還者 特別版　恐怖の事件スペシャル「佐賀バスジャック事件」（再現VTR）（2004年9月27日、EX）

### 映画
- どぶ川学級（1972年、「どぶ川学級」製作上映委員会）
- 時をかける少女（1983年、角川映画 / 東映・大林宣彦監督）
- 紫式部 源氏物語（1987年、日本ヘラルド映画） ＊アニメーション映画
- 嵐の中のイチゴたち（1989年、映像企画）
- 裸足のピクニック（1993年、ぴあ）
- みんな～やってるか!（1995年、日本ヘラルド映画）
- エミリーがやってきた（1995年、東映）
- リング（1998年、東宝）
- リング2（1999年、東宝）

### ラジオドラマ
- 秋の声（NHK）
- 白い雲（NHK）
- 冬のこおろぎ（NHK）

### バラエティ
- 欽ドン!良い子悪い子普通の子おまけの子（1984年、CX） - 良い娘（よしえ）
- クイズ!脳ベルSHOW（2020年、CX） - 回答者

## 舞台
- 朱鷺の墓
- おていちゃん

### 朗読
- ほたる放生（2006年10月20・20）